# Bidens reptans
Bidens reptans là một loài thực vật có hoa trong họ Cúc. Loài này được (L.) G.Don mô tả khoa học đầu tiên năm 1839.